# Manawa solitaria
Manawa solitaria är en spindelart som beskrevs av Forster 1970. Manawa solitaria ingår i släktet Manawa och familjen Desidae. Inga underarter finns listade i Catalogue of Life.